# Deux yeux, douze mains
Pour plus de détails, voir Fiche technique et Distribution.
Deux yeux, douze mains (Do Aankhen Barah Haath) est un film indien réalisé par V. Shantaram, sorti en 1957. Il est considéré comme un classique du cinéma indien.

## Synopsis
Adinath, un gardien de prison, aide six criminels dangereux à se racheter, sortir de prison et se réinsérer.

## Fiche technique
Sauf indication contraire, les informations mentionnées dans cette section peuvent être confirmées par la base de données cinématographiques IMDb,  présente dans la section « Liens externes ».
- Titre original : Do Aankhen Barah Haath
- Titre français : Deux yeux, douze mains
- Réalisation : V. Shantaram
- Scénario : G.D. Madgulkar
- Musique : Vasant Desai
- Photographie : G. Balkrishna
- Montage : Chintamani Borkar
- Production : V. Shantaram
- Sociétés de production : Rajkamal Kalamandir
- Pays de production :  Inde
- Langue originale : hindi
- Format : Noir et blanc[1]
- Genre : Film dramatique
- Durée : 143 minutes
- Dates de sortie : 1957

## Distribution
- V. Shantaram : Adinath
- Sandhya : Champa
- Baburao Pendharkar : inspecteur-chef
- Ulhas : Shanker Passi
- B. M. Vyas : Jalia Nai

## Production
Les chansons sont interprétées par Lata Mangeshkar.

## Accueil

### Critiques
Pour FantastikIndia, ce film « est une fable sociale qui s’interroge sur la rédemption, met en scène des personnages très humains, avec leurs bons et leurs mauvais côtés. L’humanisme est omniprésent, mais pas l’angélisme, et c’est ce qui donne au film toute sa force ».

### Récompenses
- Berlinale 1958 : Ours d'argent extraordinaire[4]
- 16e cérémonie des Golden Globes : Samuel Goldwyn International Award du film étranger